# Беспорядки в городе Джос (2008)

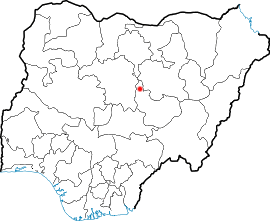
Расположение города Джос на карте Нигерии

Беспорядки в городе Джос — гражданские волнения в нигерийском городе Джос, возникшие на религиозной почве.
Столкновения произошли между представителями народности хауса, которые придерживаются ислама, и представителями народности бером, которые являются христианами.
Погибло 300 человек, свыше 400 раненых.
Беспорядки начались 28 ноября после проведения местных выборов. В результате столкновений сожжено около сотни домов, в том числе церкви и мечети. Власти объявили в городе комендантский час и ввели ВС Нигерии
В январе 2009 года вновь поступили сообщения о столкновениях христиан и мусульман в городе Джос